# Stenocypris cylindrica
Stenocypris cylindrica är en kräftdjursart. Stenocypris cylindrica ingår i släktet Stenocypris och familjen Cyprididae.

## Underarter
Arten delas in i följande underarter:
- S. c. cylindrica
- S. c. major